# José Luis Sánchez Besa

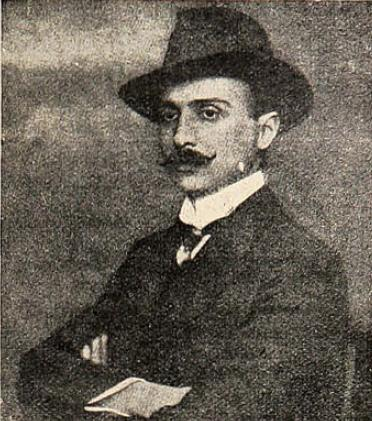
José Luis Sánchez Besa (1911)

José Luis Sánchez Besa (* 12. Februar 1879 in Santiago de Chile; † 2. März 1955 in Paris) war ein chilenischer Luftfahrtpionier, der von 1910 bis 1915 insbesondere Flugboote entwickelte.
Der Ingenieur José Luis Sánchez Besa kam bereits in seiner Jugend nach Frankreich und interessierte sich für den aufkommenden Flugzeugbau. 1909 besuchte er die Flugschule von Gabriel Voisin.
Danach begann er ab 1910 mit dem Bau eigener Flugzeuge mit Druckpropeller, insbesondere dem Bau von Flugbooten. Sein erster großer Auftritt war der Flugboot-Wettbewerb von Monaco im März 1912. Sein Pilot Jean Benoît errang den sechsten Platz bei diesem Wettbewerb.
Im August 1912 trat er mit zwei Flugzeugen bei Wasserflugrennen in Saint-Malo an. Jean Benoît wurde hier Vierter und der zweite Pilot Paul Rugère Fünfter. Die Reise ging weiter nach Tamise in Belgien. Die Piloten Jean Benoît und Émile Ladougne belegten die Plätze 8 und 9. Im August 1913 trat Paul Rugère beim Rennen von Paris-Deauville an und belegte Platz 8.
Die chilenische Luftwaffe wurde von 1912 bis 1915 mit mehreren Sánchez-Besa-Doppeldeckern ausgestattet. 1912 hatte auch die österreich-ungarische KuK-Marine ein Flugboot erworben.